# Cephaloleia disjuncta
Cephaloleia disjuncta es un coleóptero de la familia Chrysomelidae.
Fue descrita científicamente en 1998 por Staines.